# Трибунал по рассмотрению претензий Ирана и США
Трибунал по рассмотрению претензий Ирана и США (англ. The Iran–United States Claims Tribunal, IUSCT)— международный арбитражный трибунал, созданный в соответствии с Алжирскими соглашениями — соглашением между Соединёнными Штатами и Ираном, заключённым при посредничестве Алжира и оформленным двумя декларациями, изданными 19 января 1981 года.
Трибунал был создан для разрешения споров между двумя странами, возникших в результате кризиса с захватом заложников в Иране в 1979—1981 годах и связанных с этим инцидентов, в которых были задействованы сотрудники посольства США в Тегеране.

## Предпосылки
Создание трибунала обусловлено исторической напряжённостью между Соединёнными Штатами и Ираном, которые обострились после переворота 1953 года, поддержанного США, в результате которого был свергнут демократически избранный премьер-министр Мохаммед Мосаддык. После Исламской революции 1979 года Иран потребовал вернуть активы, выведенные шахом. Отказ США выполнить эти требования усилил антиамериканские настроения в Иране.
4 ноября 1979 года группа иранских студентов захватила посольство США в Тегеране и взяла в заложники 52 американских сотрудника на 444 дня — событие, известное как «иранский кризис с заложниками». Захватчики требовали экстрадиции шаха в обмен на освобождение заложников. В ответ США заморозили иранские активы, ввели санкции и санкционировали изъятие иранского имущества на своей территории.
Для разрешения кризиса Алжир выступил посредником в переговорах, результатом которых стали Алжирские соглашения. Эти соглашения предусматривали освобождение заложников и создание арбитражного трибунала для урегулирования претензий, возникших в ходе кризиса.

## Основание и деятельность
Трибунал, со штаб-квартирой в Гааге (Нидерланды), состоит из девяти членов: трое назначаются Ираном, трое — Соединёнными Штатами, а ещё трое — нейтральные арбитры, избираемые назначенными сторонами. Трибунал начал работу 1 июля 1981 года и первоначально размещался во Дворце мира, после чего переехал в постоянное помещение в Гааге.
Трибунал рассматривает претензии в соответствии с модифицированными Арбитражными правилами ЮНСИТРАЛ. Его юрисдикция охватывает:
- претензии граждан США к Ирану и граждан Ирана к США, связанные с долгами, контрактами и имущественными правами;
- официальные претензии между двумя правительствами, касающиеся купли-продажи товаров и услуг;
- споры о толковании или исполнении Алжирских соглашений.

## Судебная практика
Трибунал прекратил приём новых частных претензий 19 января 1982 года, получив более 4700 заявлений. После создания трибунала США и Иран вели длительные переговоры о судьбе замороженных иранских активов, оставшихся после революции 1979 года. В ноябре 1989 года Авраам Софаер (англ. Abraham Sofaer), юридический советник госсекретаря Джорджа Шульца, согласился на разблокировку $567 млн с иранского счёта, предназначенного для компенсации требований американских банков. Из этой суммы $243 млн были зарезервированы для урегулирования оставшихся претензий. Этот вопрос обсуждался почти десятилетие, прежде чем был окончательно решён.
Трибунал вынес решения о выплате более $3,5 млрд: около $2,5 млрд — в пользу граждан США, более $1 млрд — в пользу Ирана. По состоянию на 2014 год все частные претензии были урегулированы, хотя некоторые межгосударственные споры остаются неразрешёнными.
Трибунал был назван «самым значимым арбитражным органом в истории» за его влияние на международный арбитраж, особенно в сферах арбитража между государствами и частными инвесторами, а также ответственности государств. Его решения являются обязательными для обеих сторон и служат образцом для разрешения споров между государствами.

## Конституционная легитимность
Легитимность трибунала была подтверждена Верховным судом США в деле «Деймс и Мур против Ригана (1981)», в котором была признана конституционность Алжирских соглашений. Президент США Рональд Рейган, вступивший в должность на следующий день после подписания соглашений, также подтвердил приверженность своей администрации этим договорённостям.